# 古代オリエントの地名一覧
古代オリエントの地名一覧 (こだいオリエントのちめいいちらん) は古代オリエント世界の都市名や遺跡名などの一覧である。
- 古代ペルシアの地名も含んでいる。
- 海外のホームページの検索をしやすいよう英語名を付記した。
- 関連する一覧
  - 古代オリエントの用語一覧

## イラン高原
現在のイラン。
- ペルセポリス（Persepolis） - 古代ペルシアの中心地の一つ。世界遺産。
- エクバタナ（Ecbatana） - 現在のイランのハマダーン。
- テペ・ヒッサール（Tepe Hissar） - カスピ海の南東。
- ヘカトンピュロス（Hecatompylos） - 場所不明。初期のパルティアの都が置かれた。
- ニサ（Nysa） - 初期のパルティアの都が置かれた。

## ザグロス山脈西部
- スーサ (スサ、Susa) - 現在のイラン。エラム王国などの中心地。

## メソポタミア地方南部
主に現在のイラクで、チグリス川とユーフラテス川の下流域。シュメールの都市遺跡など。
- ウル (Ur) - N30°95'、E46°5'。
- エリドゥ (Eridu) -
- ラガシュ (Lagash) -
- ウンマ (Umma) -
- ウバイド (Ubaid) -
- ウルク (Uruk) -
- イシン (Isin) -
- ニップール (Nippur) -
- ラルサ (Larsa) -

## メソポタミア地方中部
主に現在のイラク、チグリス川とユーフラテス川の中流域で、現在のバグダード市がある一帯。アッカドなど。
- キシュ (Kish) -
- アガデ (Agade) - アッカドの初期の中心地。
- バビロン (Babylon) - バクダードの南90km
- クテシフォン (Ctesiphon) - ペルシア帝国時代に首都を置く。
- オピス (Opis) - バグダード近郊にある古代の都市
- セレウキア (Seleucia) - ティグリス河畔のセレウケイアとも称される。セレウコス朝のセレウコス1世が基礎を築く。
- ジェムデト・ナスル (Jemdet Nasr) -
- エシュヌンナ (Eshnunna) -

## メソポタミア北部
主に現在のイラク北部からトルコの東部で、チグリス川の上流域。現在のモースル市がある一帯。アッシリアなどの中心地。
- アッシュール (Assur) - アッシリアの中心地の一つ。
- ニネヴェ (Nineveh) - アッシリアの中心地の一つ。
- ニムルド (Nimrud) - 現在のイラクのモースル市の南東。
- シュバト・エンリル - シャムシ・アダド1世が建設した都市。
- テル・サラサート (Telul eth-Thalathat) - 日本の考古学調査隊が発掘。

## 内陸シリア地方
現在のシリアとは範囲が多少異なる。
- マリ (Mari)／テル・ハリリ(Tell Hariri) -
- エブラ (Ebla)／テル・マルディーフ (Tell Mardikh) -
- パルミラ (Tadmor, Palmyra) - 世界遺産。シルクロードの隊商都市としても有名。
- ダマスクス (Damascus)- 現在のシリアの首都ダマスカス。世界遺産。
- アレッポ (Aleppo) - 世界遺産。
- ウルケシュ(Urkesh) - 現代のテル・モザン遺跡。フルリ人社会の中心地

## フェニキア・パレスチナ
地中海沿岸、現在のレバノンやイスラエルがある地域。
- ウガリット (Ugarit) -
- カデシュ (Qadesh) - カデシュの戦い参照。
- シドン (Sidon) - 現在のレバノンのサイダ (Saida)
- ビブロス (Byblos) -
- ティルス (Tyre, Tyrus) -
- メギド (Megiddo) -

## アナトリア地方
小アジア、現在のトルコのある地域。
- ハットゥシャ (Hattusa) - ヒッタイトの中心地。現代のボアズキョイ。世界遺産。
- ネムルット・ダー（ネムルート,） - 世界遺産。
- キュルテペ (Kültepe) - 旧名はネシャ、ネサとも。古代のアナトリア交易の中心都市
- サルディス (Sardis) - 古代リュディアの首都。後にアケメネス朝、ローマ帝国の地方行政府の首都がおかれた。

## 死海周辺
現在のイスラエル、西岸地区、ヨルダンのある地域。
- エリコ (イェリコ、Jericho) - 死海の北部。
- エルサレム (Jerusalem) -
- ペトラ (Petra) - 現在のヨルダンにある。世界遺産。

## 下エジプト地方
現在のエジプト、ナイル川下流域。
- メンフィス (Memphis) - 古代エジプトの首都
- ギザ (Giza) - 古代のネクロポリス、ギザの大ピラミッドがある。世界遺産。
- サッカーラ (Saqqara) -
- ヘリオポリス (Heliopolis) -
- アレクサンドリア (Alexandria) - プトレマイオス朝時代の都。アレクサンドロス大王の名にちなむ。

## 上エジプト地方
下エジプトに対して、ナイル川の上流地域。
- テーベ (Thebes) - 上エジプトの中心地。世界遺産。
  - カルナック (Karnak) -
  - ルクソール (Luxor) -
- アビュドス (Abydos) - 初期王朝時代の王達が墓を作った。
- アマルナ (Amarna) - アクエンアテンが造らせた古代の首都。アマルナ文書と呼ばれる当時の外交書簡が発見された。
- ヒエラコンポリス (HierakonPolis) - 古代エジプトの都市。先王朝時代には上エジプト最大の都市であった。
- エレファンティネ (Elephantine) - 古代エジプト最南端のノモス、及びその首都。現代のジャジーラ・アスワーン。

## ナイル川上流域
上エジプトよりもさらに上流地域。
- アブ・シンベル (Abu Simbel) - 世界遺産。ヌビア遺跡を参照。
- ヌビア (Nubia) - 現代のエジプト南部からスーダン北部を指す地域、及びそこにあった国家。
- メロエ (Meroe) - ヌビアにある都市。紀元前3世紀頃にメロエ王国が現れた。

## 北アフリカ
エジプトを除く、北アフリカ地域。現在のチュニジアやリビアなど。
- カルタゴ - フェニキアの都市。世界遺産。